# 角田政芳
角田 政芳（すみだ まさよし、1949年 - ）は、日本の法学者。専門は知的財産法。
東海大学教授。研究テーマは、知的財産権の間接侵害・用尽理論・職務発明・均等論、ファッションローである。
佐賀県出身。

## 略歴
1971年-駒澤大学文学部卒業。駒澤大学大学院法学研究科修士課程修了。1979年-駒澤大学大学院法学研究科博士課程単位取得退学。
1980年-1988年-特許事務所勤務。1988年-1990年-関東学園大学経済学部助教授。1990年-1999年-関東学園大学法学部助教授。
1999年-2004年-東海大学法学部教授。2004年-2017年-東海大学実務法学研究科（法科大学院）教授。
2017年－現在　東海大学総合社会科学研究所長・教授。

## 在外研究等
- 1994年 - 1996年　マックス・プランク国際知的財産法研究所（ミュンヘン）客員研究員

## 著書
- 『アルマ知的財産法』共著（有斐閣、2000年）
- 『知的財産権六法』編集（三省堂）
- 『知的財産権事典』編集（丸善）
- 『知的財産権小六法』（成文堂）
- 『特許法５０講（有斐閣双書）』共著（有斐閣）
- 『工業デザインと国際意匠法』共著（中央経済社、1980年）
- 『商標の保護－アメリカ商標法・不正競争防止法を中心にして』共著（発明協会、1981年）
- 『注釈特許法』共著（有斐閣、1986年）
- 『Patent Infringement Worldwide』共著（ドイツHeymanns、2009年）
- 『著作権法コンメンタール2（第2版）』共著（勁草書房、2015年）
- 『ファッションロー』共著（勁草書房、2017年）

## 論文
- 『特許権の擬制侵害』
- 『著作権の間接侵害理論－序説－』
- 『商標権の間接侵害理論について』
- 『著作権の用尽』
- 『私的録音録画補償金と著作権の間接侵害法理』
- 『ファッションショーにおけるモデルのメイクアップ、衣服等のコーディネート、ポーズ等の法的保護』
- 『実用品デザインの著作物性について』
- 『リーチサイトと著作権の間接侵害』

## 所属学会
- 日本工業所有権法学会（理事）
- 著作権法学会
- 日本土地法学会
- 日本経済法学会
- 私法学会
- International Association for the Advancement of Teaching and Research in Intellectual Property（ATRIP）会員
- 日本知財学会

## 報道等
- interview　"ファッションを法的に保護するということ"　Fashion Studies　2018年5月